# ماهی ماهیتابه‌ای
ماهی ماهیتابه‌ای (نام علمی: Gobiesox strumosus) نام یک گونه از سرده گیره‌ماهی است.